# Mesoleius hamulator
Mesoleius hamulator là một loài tò vò trong họ Ichneumonidae.